# Васил Мавриков (актьор)
 Вижте пояснителната страница за други личности с името Васил Мавриков.
Васил Мавриков е български журналист, актьор, сценарист и преподавател.

## Биография
Мавриков е роден на 6 август 1976 г. в София. Учи актьорско майсторство в Националната академия за театрално и филмово изкуство и магистратура по европейска интеграция и дипломация на ЕС в Софийския университет. Работи в сферата на електронните медии от началото на XXI век. Бил е сценарист на предаването „Сладко отмъщение“, водещ на „Фатално привличане“ и репортер в „Господари на ефира“. Има изяви в TV7 и „Евроком“.
В периода от 2003 до 2008 г. е асистент в Нов български университет. Междувременно, от 2004 до 2009 г., има собствена рубрика в „Господари на ефира“ – „Приятно ми е, Мавриков“. Разглежданите нашумели теми предизвикват висок обществен интерес и му носят две награди.
През 2004 г. е удостоен със специална награда на Министерството на вътрешните работи. Същата година става лице на „Националната благотворителна кампания за подпомагане на децата на загиналите и пострадалите при изпълнение на служебните задължения служители от системата на МВР“.
Четири години по-късно идва второто голямо признание, когато Васко Мавриков става носител на наградата „Защитник правата на хората“ на Първите годишни награди на Националния омбудсман на Република България.
В края на 2009 г. става част от екипа на „Денят е прекрасен“ по bTV със своята рубрика „Мавриков на ваша страна“. В периода 2011 – 2014 г. е репортер и водещ на предаването „Баркод“ по TV7. Между 2012 и 2014 г. се изявява като сценарист и главен актьор в игралните филми „Корпус за бързо реагиране“ и „Корпус за бързо реагиране 2: Ядрена заплаха“.
Близо две години пише публицистични материали към списание „Клуб Z“. Реализира авторско публицистично предаване по „Евроком“ – „Резонанс“. От септември 2018 г. е водещ на музикално-сатиричното предаване „Шоуто на Мавриков“.
През 2019 г. основава творческа школа „Мавриков“ към Народно читалище „Възраждане“, където преподава актьорско майсторство на децата, режисира театрални постановки и снима филми с учениците.